# Orchestra Mediterranea di Andrea Alberti
Fondata a Roma nel 1992 dal pianista trapanese Andrea Alberti,  l'Orchestra Mediterranea è il naturale proseguimento del progetto musicale svolto dal compositore siciliano sin dal 1981 con diversi Gruppi e collaborazioni nell'ambito del jazz e della World music. Lo scopo principale del progetto di Alberti è stato e continua ad essere un Laboratorio in Progress di musicisti che esplorano l'improvvisazione ai confini tra il jazz, la musica folk, la New Age, i colori, i suoni e le melodie del Mediterraneo.

## Storia del gruppo
La prima registrazione del Gruppo risale al 1999 con il CD " Kalahari " per la Panastudio records e nel 2003 la seconda incisione "" Nubia"" per il manifesto CD con gli ospiti: Maria Pia De Vito, Famoudou Don Moye, Antonello Salis e il tenore lirico Tullio Visioli.
L'Orchestra Mediterranea di Andrea Alberti nel corso della sua ormai lunga attività concertistica è stata invitata in alcuni tra i maggiori festival musicali italiani: Motore Progetto Musica (Roma '93/'95 ), Rassegna jazz Teatro Colosseo (Roma '95), Concerto di Apertura-Teatro Olimpico (Roma '95 ), I Rassegna Jazz (Enna '96),  Roma incontra il mondo (Villa Ada Roma '96/ '97), Jazz at College (Pavia '97), Dada Jazz Festival (L'Aquila '97), Jazz & Image (Villa Celimontana Roma 2001/ 2005/ 2006), Rassegna La Palma jazz club (Roma 2003), Rassegna Jazz AlexanderPlatz jazz club (Roma 2005/ 2006/ 2008 ), Suoni & Visioni (Vasto CH 2008), Variazioni su un tema popolare (Roma 2009), Musica Senza Confini (Roma 2007/2009), Anfiteatro Festival  (Albano Laziale Roma 2013).
Nel 2009 è stata invitata al MED-JAZZ che si è svolto nelle più prestigiose Università Turche e in Italia :" Yildiz Technical University" (Istanbul), "Università Tecnica del Medio Oriente (METU)" (Ankara), "Mersin University" (Mersin), "PAMUKKALE UNIVERSITY" (Denizli), "Teatro Palladium" (Roma)

Il progetto è stato condotto e patrocinato dall'Unione europea, dall'Istituto Italiano di Cultura di Ankara, dal Università Tecnica del Medio Oriente (METU) e da "Mediterranea Sicilia Project".
Nel 2009 il regista egiziano Mohamed Kenawi nel Film "Quando la Musica Suona", prodotto dalla Domino film e Al Jazeera Documentary Channel, ha dato ampio spazio alla ricerca musicale di Andrea Alberti.
Nel 2010 in Turchia ad Ankara ha tenuto il concerto finale "Final Evaluation Meeting" organizzato dall'Istituto Italiano di Cultura e patrocinato dall'Unione europea.
La Rai ha dato ampio spazio all'Orchestra con un'intervista/concerto nella trasmissione RadioTre suite '95 e dedicandole un'intera trasmissione su "Notturno Italiano" Radiouno 2003 condotta da Ugo Coccia. Numerose anche le emittenti private che si sono interessate al progetto musicale di Andrea Alberti con lunghe interviste: Radio città Futura (Roma), Radio fata morgana (Empoli), Radio libera Bisignano (Rende CS), Facoltà di Frequenza (Siena), Radio Grosseto (Grosseto), Radio Popolare (Verona), Radio Fandango (Roma) MEP Radio (Rieti), Radio Onde Furlane (Udine), Radio Wave (Arezzo), Radio Città (Pescara), Radio Time (Palermo), Telesud (Trapani).

## Formazione attuale
- Marco Conti: sax
- Giovanni Di Cosimo: tromba, flicorno
- Andrea Alberti: pianoforte, synth
- Francesco Poeti: chitarre
- Gerardo Bartoccini: contrabbasso
- Armando Sciommeri: batteria
- Marco Ariano: percussioni

## Collaborazioni
- Antonello Salis,     Famoudou Don Moye ( Art Ensemble of Chicago ),  Maria Pia De Vito, Gregg Koyle,Tullio Visioli.

## Discografia
- 1999 - "Kalahari" - (Panastudio records)
- 2003 - "Nubia" - Ospiti: Antonello Salis, Maria Pia De Vito, Famoudou Don Moye, Tullio Visioli. (Il manifesto CD)

## Documentari
- 2003 - "Live-backstage Orchestra Mediterranea di Andrea Alberti" - regia di Stefano Di Leo
- 2009 - "Quando la Musica Suona" film di Mohamed Kenawi Domino film e Al Jazeera Documentary Channel

## Ex componenti
Hanno fatto parte dell'Orchestra i seguenti musicisti: Marcella Foranna (cantante/voce) '92, Giuppi Paone (cantante/voce) dal '93 al '97, Rodolfo Maltese (chitarre) '92/'93, Gianluca Taddei (contrabbasso) '92/'93, Ambrogio Sparagna (organetto) '92, Stefano Cesare dal '94 al '98 (contrabbasso), Toni Germani (sax) dal '92 al 2001, Walter Smoker (contrabbasso) '98, Roberto Altamura (batteria) dal '92 al 94 e dal '98 al 2000, Fabrizio Fratepietro (batteria) dal'95 al '97, Clara Graziano (organetto) dal '93 al '98, Dario Congedo (batteria) 2006, Fabrizio Montemarano (contrabbasso) 2009, Jean-Michel Audisso,Bertrand (sax) 2009-, Luca Ciarla  (violino) dal 2005 al 2010, Antonio Iasevoli (chitarre) dal ' 97 al 2013 .